# Reloj eléctrico

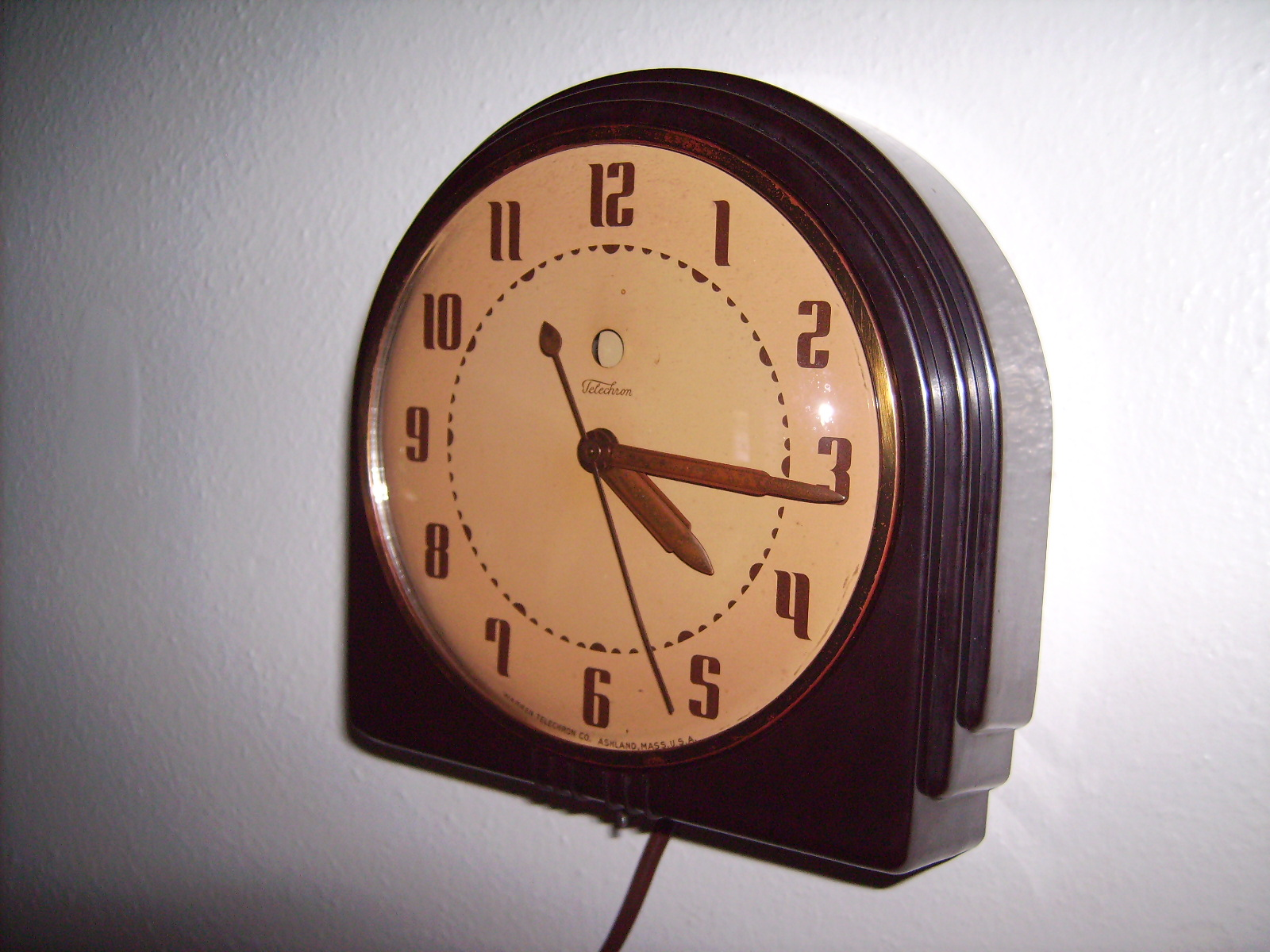
Reloj eléctrico síncrono Telechron fabricado alrededor de 1940. En esta época, el reloj síncrono se convirtió en el tipo de reloj de pared más común en los Estados Unidos

Un reloj eléctrico es un tipo de reloj que funciona con electricidad, a diferencia de un reloj mecánico que funciona con un peso colgante o un resorte motor. El término se aplica a los relojes mecánicos eléctricos que se usaban antes de que se introdujeran los relojes de cuarzo en la década de 1980. Los primeros relojes eléctricos experimentales se construyeron alrededor de la década de 1840, pero no se fabricaron ampliamente hasta que la red eléctrica estuvo disponible en la década de 1890. En la década de 1930, el reloj eléctrico síncrono reemplazó a los relojes mecánicos como el tipo de reloj de pared más utilizado.

## Tipos

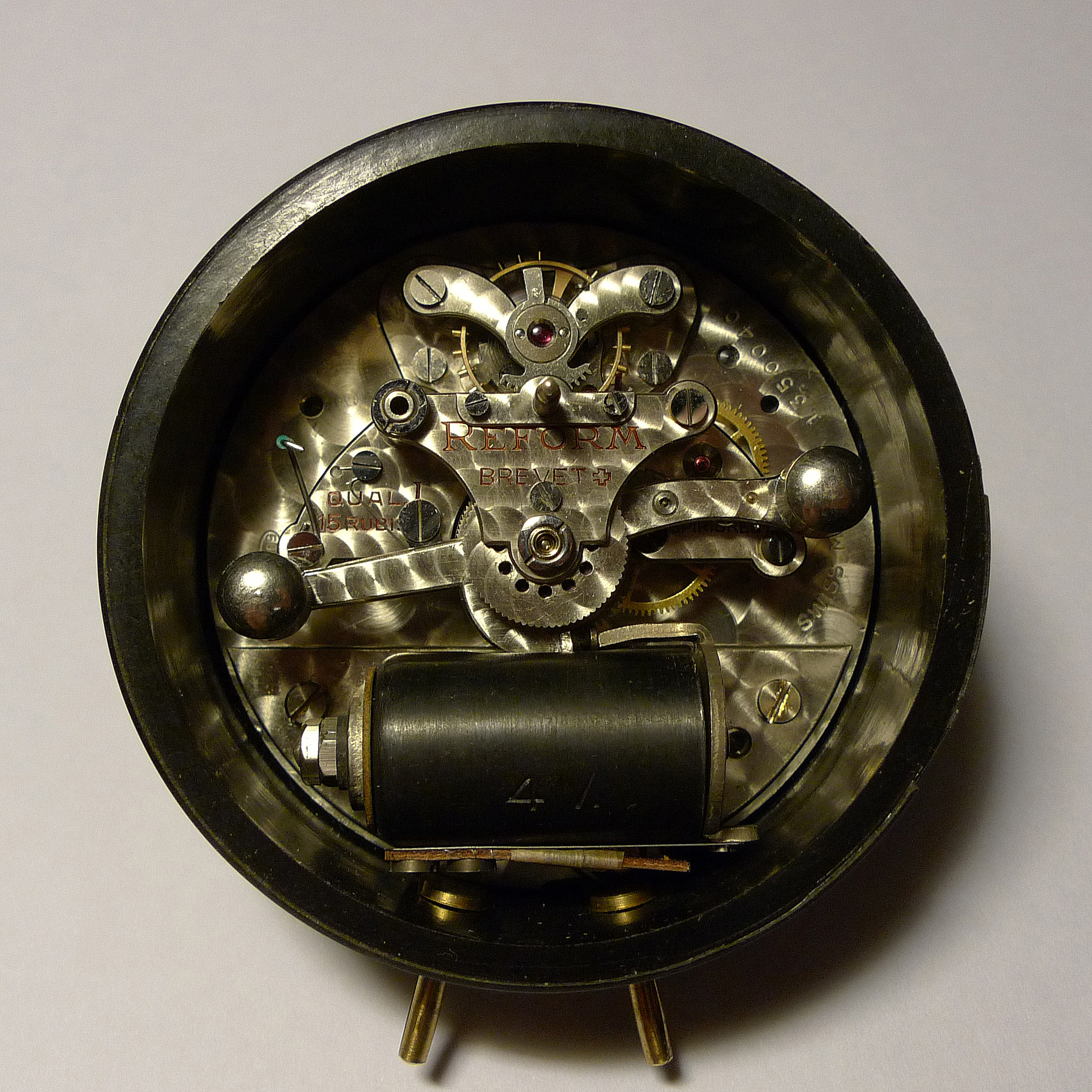
Movimiento de reloj electromecánico de cuerda automática suizo

Los relojes eléctricos pueden funcionar mediante varios tipos diferentes de mecanismos:
- Los relojes electromecánicos tienen un movimiento mecánico tradicional, que marca el tiempo con un péndulo oscilante o un volante regulador impulsado a través de un tren de engranajes por un resorte motor, pero usan electricidad para rebobinar el resorte principal con un motor eléctrico o un electroimán. Este mecanismo se encuentra sobre todo en los relojes antiguos.
- Los relojes con remontoir eléctrico tienen trenes de engranajes accionados por un pequeño resorte o palanca con peso, llamado remontoire, que se enrollaba con mayor frecuencia mediante un motor eléctrico o un electroimán. Este mecanismo era más preciso que un resorte motor, porque el devanado frecuente promediaba las variaciones en el ritmo del reloj causadas por la fuerza variable del resorte a medida que se desenrollaba. Se utilizó en relojes de péndulo de precisión y en relojes de automóviles hasta la década de 1970.
- Los relojes electromagnéticos marcan el tiempo con un péndulo o un volante regulador, pero los pulsos para mantenerlo en marcha no son proporcionados por un movimiento mecánico y su enlace a un mecanismo de escape, sino por la fuerza magnética de un electroimán (solenoide). Este fue el mecanismo utilizado en los primeros relojes eléctricos, y se encuentra en los antiguos relojes eléctricos de péndulo. También se encuentra en algunos relojes decorativos modernos de sobremesa y de escritorio.
- Los relojes síncronos se basan en la frecuencia de servicio de la red de energía eléctrica corriente alterna (habitualmente, 50 o 60 Hz) como fuente de temporización, accionando los engranajes del reloj con un motor síncrono. Esencialmente cuentan los ciclos de la fuente de alimentación. Si bien la frecuencia real puede variar con la carga en la red, el número total de ciclos por 24 horas se mantiene rigurosamente constante, de modo que estos relojes pueden mantener la hora con precisión durante largos períodos, salvo cortes de energía, y en periodos de varios meses son más precisos que un reloj de cuarzo típico. Este fue el tipo de reloj más común de la década de 1930, pero han sido reemplazados en su mayoría por relojes de cuarzo.
- Los relojes Tuning Fork marcan el tiempo contando las oscilaciones de un diapasón calibrado con una frecuencia específica, y solo se fabricaron modelos alimentados con baterías eléctricas. También se fabricaron relojes alimentados con pilas  utilizando los sistemas anteriores, con la excepción obvia de los relojes de movimiento síncrono. Todos los relojes que funcionan con baterías han sido reemplazados en gran medida por el movimiento de cuarzo, de menor costo.
- Los relojes de cuarzo son dispositivos eléctricos que marcan el tiempo contando las oscilaciones de un cristal de cuarzo vibrante. Utilizan circuitos modernos diseñados para utilizar corriente continua de bajo voltaje, que puede ser suministrada por una batería o mediante un alimentador rectificado conectado a la red eléctrica. Son el tipo de reloj más común en la actualidad. Los relojes de cuarzo y los relojes suministrados por el fabricante suelen marcar la hora con un error de unos pocos segundos por semana.[1] Los movimientos de cuarzo económicos a menudo se especifican para mantener el tiempo dentro de los 30 segundos por mes (1 segundo por día, 6 minutos por año). Se puede lograr un error menor mediante la calibración individual si es posible el ajuste, sujeto a la estabilidad del oscilador, particularmente con el cambio de temperatura. Una mayor precisión es posible con un costo mayor.
- Los relojes controlados por radio son relojes de cuarzo que se sincronizan periódicamente con el tiempo de referencia marcado por un reloj atómico UTC a través de señales de tiempo de radio transmitidas por estaciones dedicadas al efecto distribuidas por todo el mundo. Son distintos de los radiorrelojes

## Historia

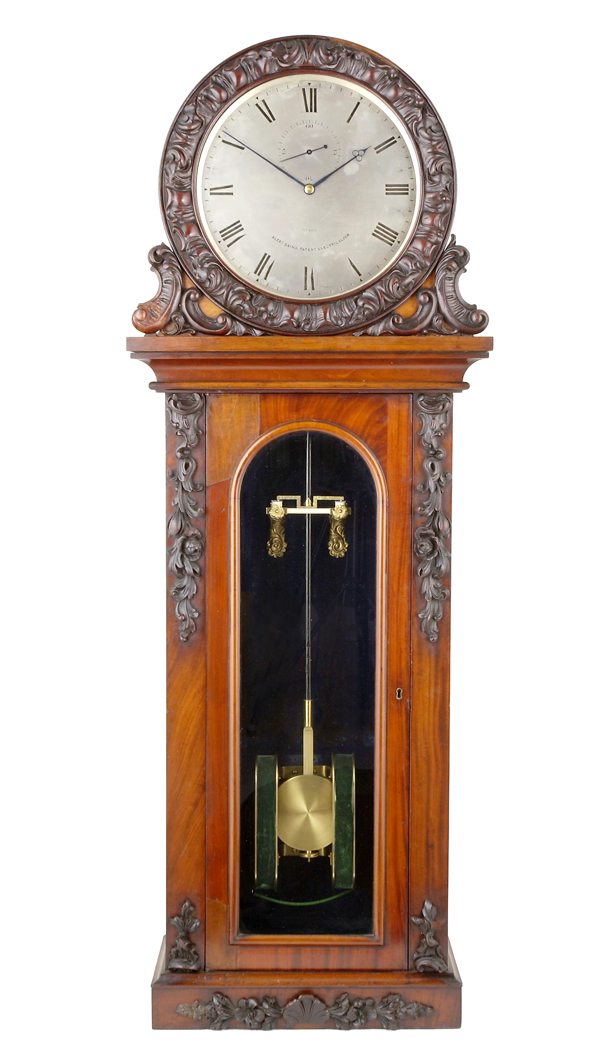
Uno de los primeros relojes electromagnéticos de Alexander Bain, de la década de 1840

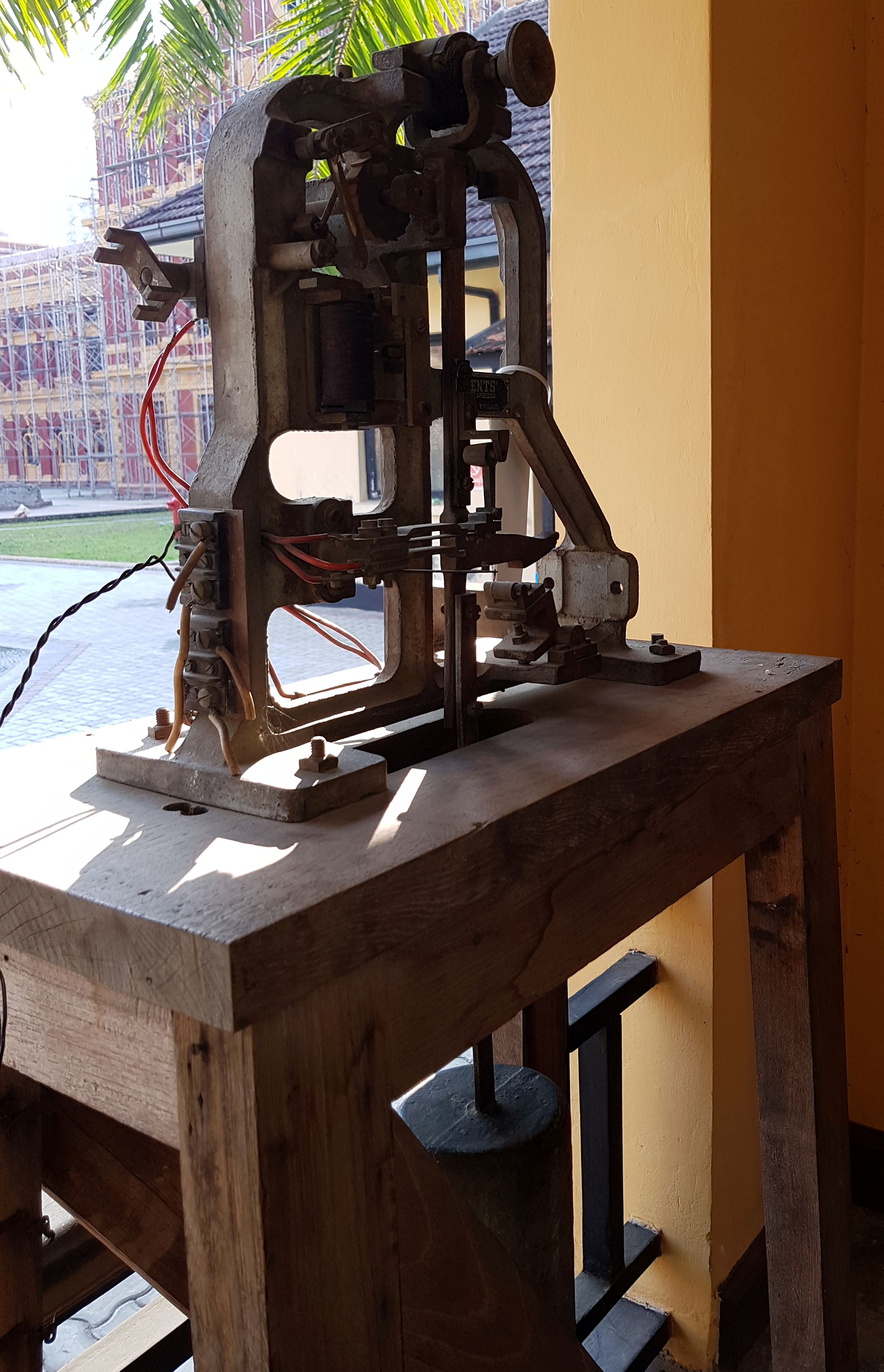
Gents' of Leicester Pulsynetic, C40A, Waiting Train, Turret Clock (¿1940/50?). Fotografiado en el Oficina de los Ministros de Rangún

En 1814, Francis Ronalds de Londres inventó el primer reloj eléctrico. Se alimentaba con pilas secas, una batería de alto voltaje con una vida extremadamente larga pero con la desventaja de que sus propiedades eléctricas variaban con el clima. Probó varios medios para regular la electricidad y estos modelos demostraron ser fiables en distintas condiciones meteorológicas.
En 1815, Giuseppe Zamboni de Verona inventó y mostró otro reloj electrostático que funcionaba con pilas secas y un orbe oscilante. Su equipo produjo relojes mejorados durante muchos años, que posteriormente se mencionarían como "el movimiento más elegante y al mismo tiempo más simple producido hasta ahora como cronógrafo de referencia horaria". El reloj de Zamboni tenía una aguja vertical sostenida por un pivote y era tan eficiente desde el punto de vista energético que podía funcionar con una batería durante más de 50 años.
En 1840, Alexander Bain, un fabricante escocés de relojes e instrumentos, fue el primero en inventar y patentar un reloj alimentado por corriente eléctrica. Su patente de reloj eléctrico original está fechada el 10 de octubre de 1840. El 11 de enero de 1841, Alexander Bain junto con John Barwise, un fabricante de cronómetros, obtuvo otra importante patente que describe un reloj en el que se emplea un péndulo electromagnético y una corriente eléctrica para mantener el reloj en marcha en lugar de resortes o pesas. Las patentes posteriores ampliaron sus ideas originales.
Numerosas personas se propusieron inventar el reloj eléctrico con diseños electromecánicos y electromagnéticos alrededor del año 1840, como Wheatstone, Steinheil, Hipp, Breguet y Garnier, tanto en Europa como en América.
A Matthäus Hipp, relojero nacido en Alemania, se le atribuye el inicio de la producción en serie de relojes eléctricos, que se comercializaron en masa. Hipp abrió un taller en Reutlingen, donde desarrolló un reloj eléctrico basado en el Hipp-Toggle, presentado en Berlín en una exposición en 1843. El Hipp-Toggle es un dispositivo acoplado a un péndulo o volante regulador que permite suministrar electromecánicamente un impulso al péndulo o rueda a medida que su amplitud de oscilación cae por debajo de cierto nivel, y es tan eficiente que posteriormente se utilizó en los relojes eléctricos durante más de cien años. Hipp también inventó un pequeño motor y construyó el cronoscopio y el cronógrafo registrador para medir el tiempo.
Los primeros relojes eléctricos solían estar equipados con péndulos visibles para dotarlos de una forma y de un diseño familiares, similar al de los relojes mecánicos convencionales utilizados hasta entonces. Los relojes más pequeños y los relojes con resorte en espiral se fabricaron con los mismos principios que los relojes de péndulo.
En 1918, Henry Ellis Warren inventó el primer reloj eléctrico síncrono en Ashland (Massachusetts), que marcaba el tiempo valiéndose de la frecuencia de la corriente alterna suministrada por la red eléctrica. En 1931, el Synclock fue el primer reloj eléctrico síncrono comercial vendido en el Reino Unido.

## Reloj electromecánico

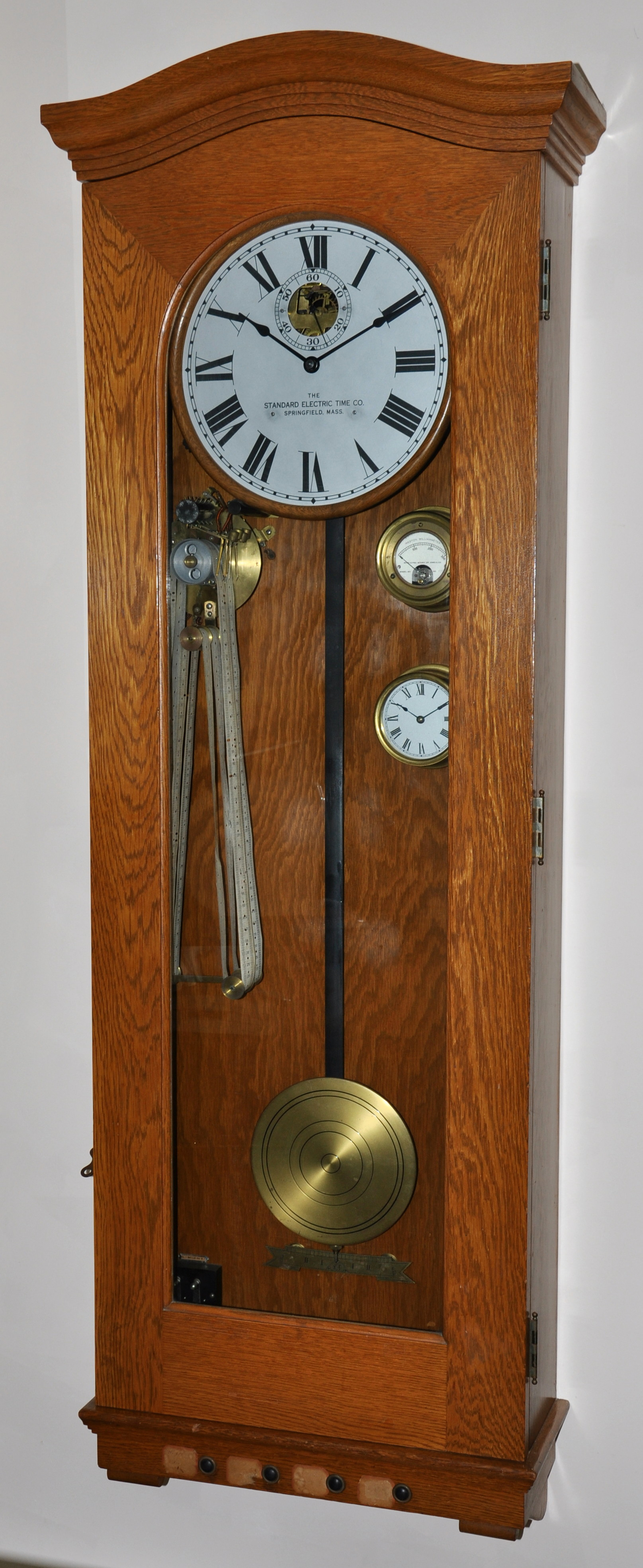
Reloj maestro de un sistema de relojes sincronizados de un centro escolar (hacia 1928). El movimiento electromecánico da cuerda al mecanismo cada minuto e impulsa los relojes esclavos también cada minuto. Funciona con corriente continua de 24 voltios

Un reloj que emplea electricidad de alguna forma para alimentar un mecanismo de reloj convencional es un reloj electromecánico. Cualquier reloj accionado por resorte o peso que use electricidad (ya sea continua o alterna) para rebobinar el resorte o elevar el peso de un reloj mecánico es un reloj electromecánico. En los relojes electromecánicos, la electricidad no cumple ninguna función de cronometraje, que está regulada por el péndulo. Cerca del final del siglo XIX, la disponibilidad de las baterías secas hizo práctico el uso de la energía eléctrica en los relojes. El uso de la electricidad dio lugar a muchas variaciones de diseños de relojes y motores. Los relojes electromecánicos se fabricaban como relojes individuales, pero se usaban más comúnmente como partes integrales de instalaciones de tiempo sincronizado. La experiencia en telegrafía llevó a conectar relojes remotos (relojes esclavos) a través de cables a un reloj de control (reloj maestro). El objetivo era crear un sistema en el que cada reloj mostrara exactamente la misma hora. El maestro y los esclavos son relojes electromecánicos. El reloj maestro tiene un mecanismo automático convencional, cuyo resorte motor se retensa eléctricamente. El mecanismo de los relojes esclavos no es un mecanismo de reloj convencional, ya que consta únicamente de una rueda de trinquete y un tren de tiempo. Los relojes esclavos dependen de los impulsos eléctricos del reloj maestro para mover mecánicamente las manecillas del reloj una unidad de tiempo. Los sistemas de tiempo sincronizado se componen de un reloj maestro y cualquier número de relojes esclavos, conectados mediante cables eléctricos al reloj maestro. Estos sistemas se encuentran en lugares donde están instalados varios relojes en distintas dependencias, como colegios e institutos, empresas, fábricas, redes de transporte, bancos, oficinas e instalaciones gubernamentales. Un ejemplo notable de este tipo de sistema es el reloj Shortt-Synchronome, un remontoire de gravedad electromecánico. Estos sistemas de reloj de cuerda automática solían utilizar corriente continua de bajo voltaje. Se instalaron durante la década de 1950 y, para entonces, los sistemas con relojes de motor síncrono se estaban convirtiendo en el sistema de reloj más habitual.

## Reloj electromagnético

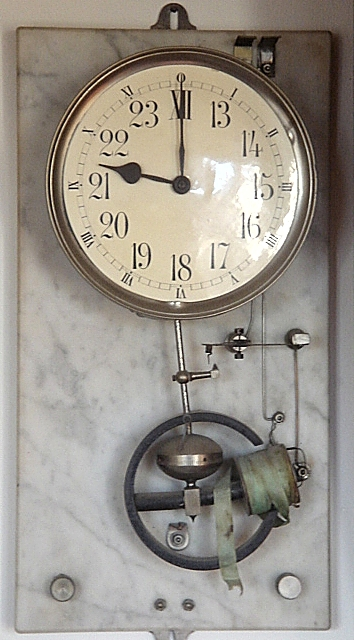
Primer reloj electromagnético francés

La configuración de este dispositivo es comparativamente muy simple y fiable. La corriente eléctrica alimenta un péndulo o un oscilador electromecánico.
El componente del oscilador electromecánico tiene un imán adjunto que pasa por dos inductores. Cuando el imán pasa por el primer inductor o sensor, el amplificador simple genera la corriente a través del segundo inductor, y el segundo inductor funciona como un electroimán, proporcionando un pulso de energía al oscilador en movimiento. Este oscilador es responsable de la precisión del reloj. La parte electrónica no generaría pulsos eléctricos si el oscilador estuviera ausente o no se moviera. La frecuencia de resonancia del oscilador mecánico debe ser de varias veces por segundo.

## Reloj eléctrico síncrono

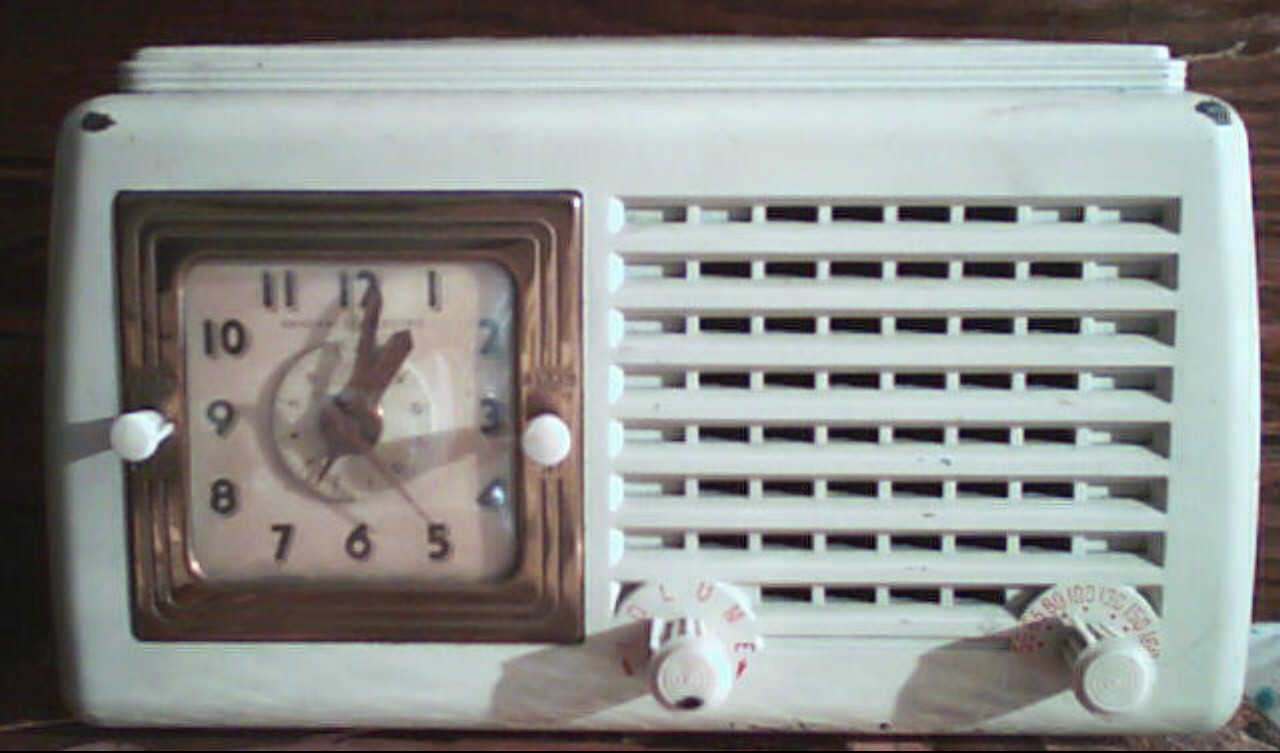
Radiodespertador con reloj síncrono, años 1950

Un reloj eléctrico síncrono no contiene un oscilador de cronometraje, como un péndulo o un volante regulador, sino que para mantener la hora cuenta las oscilaciones de la corriente alterna de la red eléctrica suministrada desde un enchufe de pared. Consiste en un pequeño motor síncrono de corriente alterna, que hace girar las manecillas del reloj a través de un tren de engranajes reductores. El motor contiene electroimanes que crean un campo magnético giratorio que hace girar un rotor de hierro. La velocidad de rotación del eje del motor está sincronizada con la frecuencia de la red pública; 60 ciclos por segundo (Hz) en América del Norte y partes de América del Sur, 50 ciclos por segundo en la mayoría de los demás países. El tren de engranajes escala esta rotación para que el minutero gire una vez por hora. Por lo tanto, el reloj síncrono puede considerarse no tanto como un cronómetro, sino como un contador mecánico, cuyas manecillas acumulan el número de ciclos de la corriente alterna.
Uno de los engranajes que hacen girar las manecillas del reloj tiene un eje con un ajuste de fricción deslizante, por lo que las manecillas del reloj se pueden girar manualmente mediante una perilla en la parte posterior o en la parte inferior para ajustar la hora del reloj.
Los relojes de motor síncrono son resistentes porque no tienen un péndulo delicado o un volante regulador. Sin embargo, un corte de energía temporal detendrá el reloj, que mostrará la hora incorrecta cuando se restablezca la energía. Algunos relojes síncronos (como por ejemplo, el modelo Telechron) tienen un indicador que muestra si se ha detenido y se ha reiniciado posteriormente.

### Número de polos
Algunos relojes eléctricos tienen un motor síncrono simple de dos polos que funciona a una revolución por ciclo de potencia, es decir, 3600 RPM a 60 Hz y 3000 RPM a 50 Hz. Sin embargo, la mayoría de los relojes eléctricos tienen rotores con más polos magnéticos (dientes), por lo que giran a un submúltiplo más pequeño de la frecuencia de la línea. Esto permite que el tren de engranajes que gira las manecillas del reloj se construya con menos engranajes, abaratando el coste de fabricación del dispositivo.

### Exactitud
La precisión de los relojes síncronos depende de la exactitud con la que las empresas eléctricas mantengan la frecuencia de su corriente al valor nominal de 50 o 60 hercios. Aunque las variaciones de la carga de los servicios públicos provocan fluctuaciones de frecuencia que pueden dar lugar a errores de unos pocos segundos durante el transcurso de un día, los servicios públicos ajustan periódicamente la frecuencia de su corriente utilizando la hora del sistema de relojes atómicos UTC, para que el número total de ciclos en un día proporcione una frecuencia promedio. Ese es exactamente el valor nominal, por lo que los relojes síncronos no acumulan errores. Por ejemplo, las empresas de servicios públicos europeas controlan la frecuencia de su red una vez al día para que el número total de ciclos en 24 horas sea correcto. Las empresas de servicios públicos de EE. UU. corrigen su frecuencia una vez que el error acumulado alcanza entre los 3 y los 10 segundos. Esta corrección se conoce como corrección de error de tiempo (TEC).

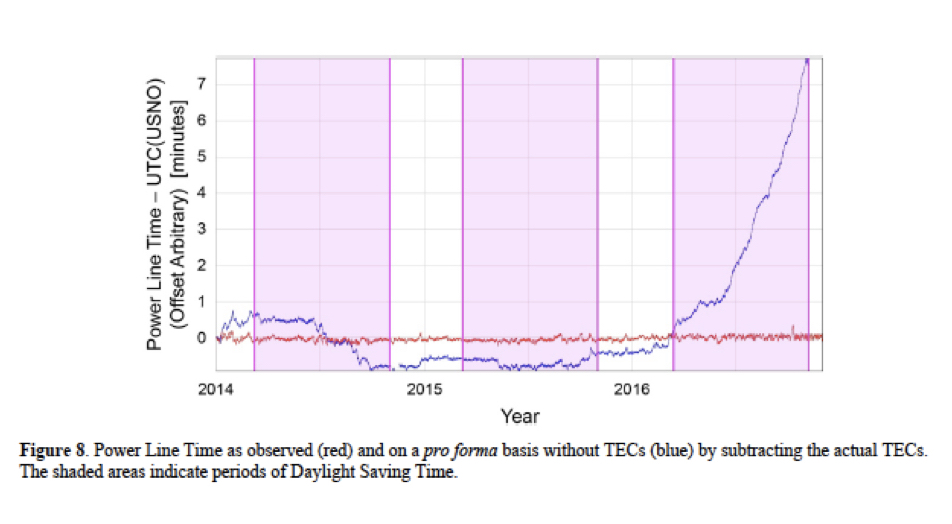
El error de tiempo de más de 7 minutos que se habría desarrollado en los relojes eléctricos en gran parte de América del Norte si no se hubieran reiniciado después del cambio de marzo de 2016 al horario de verano y si no se hubieran utilizado los TEC

En 2011, la Corporación de Fiabilidad Eléctrica de América del Norte (NERC), una organización industrial basada en el consenso, solicitó a la Comisión Reguladora de Energía Federal (FERC) que eliminara el TEC. Si bien esto habría liberado a las compañías eléctricas de la amenaza de multas y también habría proporcionado un aumento extremadamente modesto en la estabilidad de la frecuencia, también se observó que los relojes síncronos, que incluyen relojes de pared, despertadores y otros relojes que calculan la hora sobre la base de su energía eléctrica, acumularía varios minutos de error entre los reinicios semestrales del horario de verano. Esta consecuencia se informó en los medios de comunicación estadounidenses, y se abandonó la iniciativa. Sin embargo, a fines de 2016, la NERC presentó nuevamente una propuesta similar a la FERC, que fue aprobada dos meses después. Esta propuesta dependía a su vez de la derogación del estándar WEQ-006, y el NERC también solicitó a la Junta de Estándares Energéticos de América del Norte (NAESB), una organización no gubernamental orientada a los negocios, que eliminase el mencionado estándar. Si la FERC adoptase la petición de la NAESB, los TEC ya no se aplicarían en los Estados Unidos y Canadá, y sería probable que los relojes basados en la frecuencia de la red eléctrica fluctuaran sin control hasta que se restablecieran manualmente. Sin embargo, en 2021 la regulación WEQ-006 todavía estaba en vigor. Los empleados del Instituto Nacional de Estándares y Tecnología y el Observatorio Naval de los Estados Unidos señalaron en un documento técnico que, si los TEC no se hubieran insertado en 2016, los relojes cronometrados eléctricamente habrían perdido más de siete minutos en gran parte de los Estados Unidos y Canadá, como se muestra en la Figura 8 de su artículo.

### Relojes de arranque por giro
Los primeros relojes síncronos de la década de 1930 no se ponían en marcha automáticamente, y tenían que encenderse girando una perilla de arranque en la parte posterior. Un fallo en el diseño de estos relojes de arranque giratorio era que el motor podía arrancar en cualquier dirección, por lo que si la perilla de arranque se giraba en la dirección incorrecta, el reloj funcionaba hacia atrás, y las manecillas giraban en sentido contrario a las agujas del reloj. Los relojes posteriores de arranque manual tenían trinquetes u otros enlaces que impedían el arranque hacia atrás. La invención del motor con espira de arranque permitió fabricar relojes de arranque automático, pero dado que el reloj se reiniciaba después de una interrupción del suministro eléctrico, no se indicaba la pérdida de tiempo.